# Paweł Rogiński
Paweł Rogiński (ur. 4 marca 1940 w Dworzyszczach, zm. 25 maja 2024 w Kętrzynie) – polski inżynier i polityk, poseł na Sejm X kadencji.

## Życiorys
Ukończył w 1962 studia w Wyższej Szkole Rolniczej w Olsztynie, uzyskując tytuł zawodowy magistra inżyniera rolnika. Pełnił funkcję dyrektora PGR Kreki. W latach 1973–1998 był dyrektorem Kombinatu Rolnego w Garbnie w okolicach Kętrzyna. Należał w tym czasie do ZSL
W 1989 uzyskał mandat posła na Sejm kontraktowy. Został wybrany w okręgu biskupieckim z puli Polskiej Zjednoczonej Partii Robotniczej. Na koniec kadencji należał do Parlamentarnego Klubu Lewicy Demokratycznej, zasiadał w Komisji Rolnictwa i Gospodarki Żywnościowej. Nie ubiegał się o reelekcję, później związał się z Sojuszem Lewicy Demokratycznej. Z jego ramienia sprawował mandat radnego sejmiku warmińsko-mazurskiego I kadencji (w latach 1998–2002, nie uzyskał reelekcji), w wyborach w 2006 i 2010 bez powodzenia kandydował do rady powiatu kętrzyńskiego, a w 2014 na radnego w Korszach.
Objął funkcję wiceprezesa zarządu lokalnego oddziału Krajowego Stowarzyszenia Brasławian. Został też prezesem kętrzyńskiego oddziału Stowarzyszenia „Wspólnota Polska”.
Pochowany na cmentarzu w Garbnie.

## Odznaczenia
- Krzyż Kawalerski Orderu Odrodzenia Polski (1981)
- Złoty Krzyż Zasługi (1980)
- Medal 40-lecia Polski Ludowej (1984)